# Erlend Mamelund

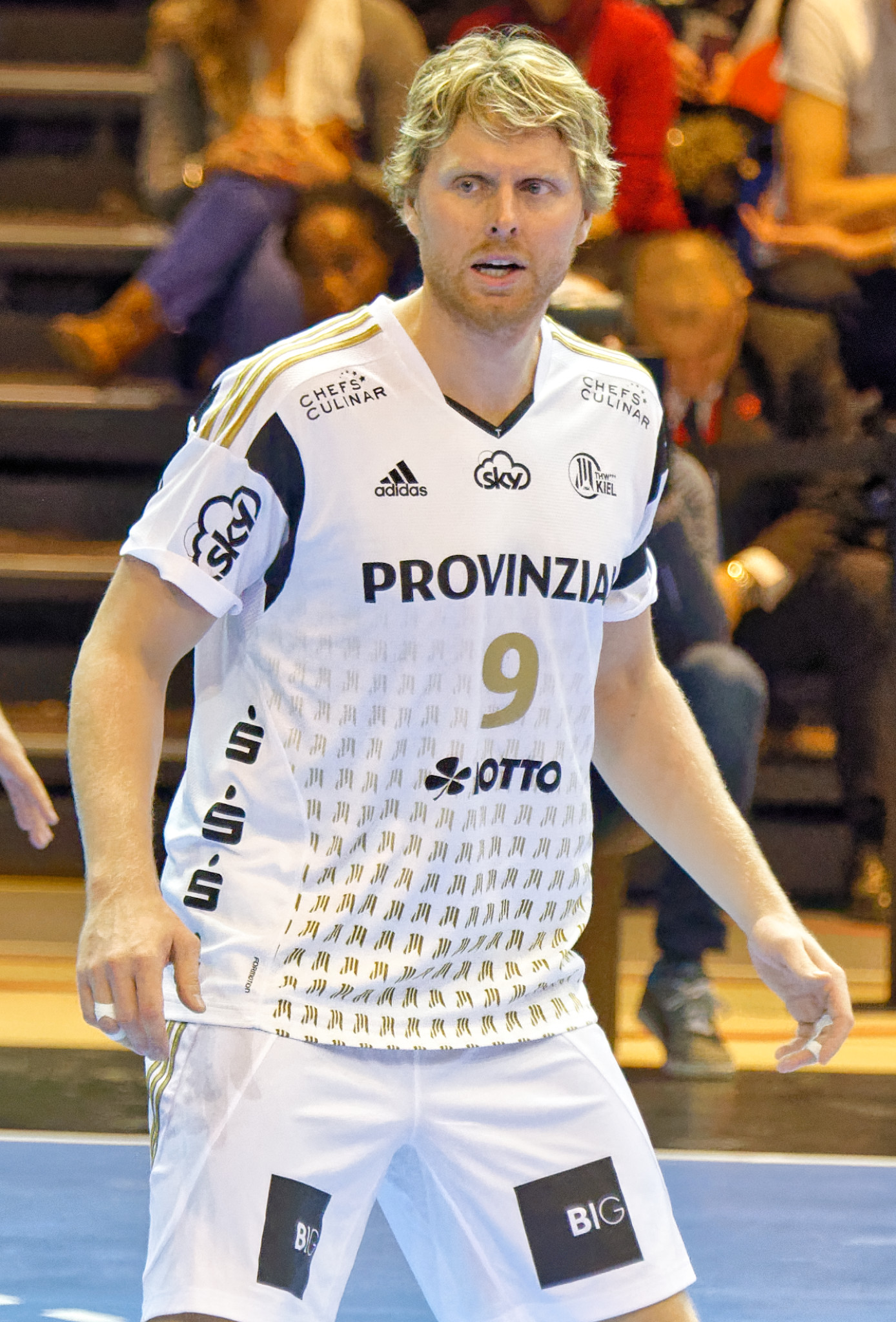
Erlend Mamelund i THW Kiel, 2015.

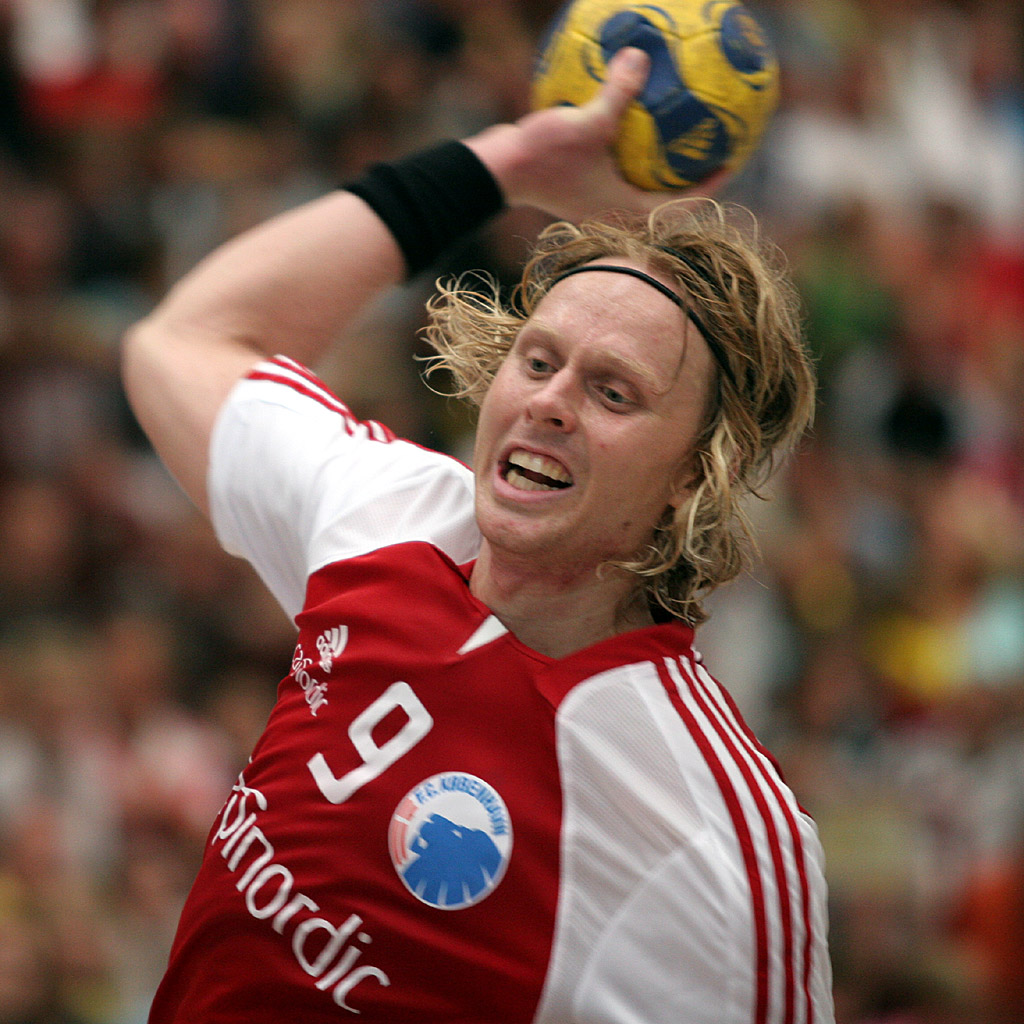
Erlend Mamelund i FC Köpenhamn, 2009.

Erlend Mamelund, född 1 maj 1984 i Helset, är en norsk tidigare handbollsspelare (vänsternia).

## Klubbar
- Helset IF (–2001)
- Haslum HK (2001–2007)
- HSG Nordhorn (2007–2009)
- SG Flensburg-Handewitt (2009)
- FC Köpenhamn (2009–2010)
- Haslum HK (2010–2012)
- Montpellier AHB (2012–2013)
- Haslum HK (2013–2015)
- THW Kiel (2015–2016)
- Haslum HK (2016–2018)